# CORBA
CORBA ali arhitektura posrednikov zahtev skupnih objektov (angleško Common Object Request Broker Architecture) je standard, ki ga je definirala  Object Management Group (OMG). Določa funkcije, komunikacijske protokole in informacijske objekte/storitve za omogočanje heterogenim aplikacijam, napisanim v različnih programskih jezikih in na različnih sistemih, da lahko medsebojno komunikacirajo.
CORBA ponuja platformo in prostorsko neodvisnost za deljenje dobro definiranih objektov preko distributivnih računalniških platform.
Nasploh, CORBA »zavije« kodo, zapisano v nekaterih jezikih v skupek z dodatnimi informacijami s sposobnostmi »zavite« kode, in kako jo klicati. Nastali zaviti objekti se lahko potem kličejo od drugih programov (ali CORBA objektov) preko medmrežja. V tem smislu se lahko CORBA upošteva kot računalniško-berljivi dokumentiran zapis, podoben kot zaglavne datoteke (C, C++) le z veliko več informacijami.
CORBA uporablja jezik IDL za določitev okolja, katerega bo objekt predstavil svetu.